# Irma Vep - La vita imita l'arte
Irma Vep - La vita imita l'arte (Irma Vep) è una miniserie televisiva statunitense e francese del 2022 scritta e diretta da Olivier Assayas, basata sul suo omonimo film del 1996.

## Trama
Mira, un'attrice reduce da uno scandalo mediatico e da una delusione amorosa, arriva a Parigi per recitare nel remake di un celebre serial del cinema muto francese, I vampiri di Louis Feuillade, nel ruolo della protagonista, Irma Vep, ma il confine tra realtà e finzione comincerà a farsi sempre meno chiaro.

## Puntate
| nº | Titolo originale     | Titolo italiano      | Prima TV USA   | Prima TV Italia |
| -- | -------------------- | -------------------- | -------------- | --------------- |
| 1  | The Severed Head     | La testa mozzata     | 6 giugno 2022  | 3 agosto 2022   |
| 2  | The Ring that Kills  | L'anello che uccide  | 13 giugno 2022 | 3 agosto 2022   |
| 3  | Dead Man's Escape    | La fuga del morto    | 20 giugno 2022 | 10 agosto 2022  |
| 4  | The Poisoner         | L'avvelenatrice      | 27 giugno 2022 | 10 agosto 2022  |
| 5  | Hypnotic Eyes        | Occhi ipnotici       | 4 luglio 2022  | 17 agosto 2022  |
| 6  | The Thunder Master   | Il padrone del tuono | 11 luglio 2022 | 17 agosto 2022  |
| 7  | The Spectre          | Lo spettro           | 18 luglio 2022 | 24 agosto 2022  |
| 8  | The Terrible Wedding | Nozze di sangue      | 25 luglio 2022 | 24 agosto 2022  |

## Personaggi e interpreti

### Principali
- Mira Harberg, interpretata da Alicia Vikander, doppiata da Valentina Favazza.
Attrice svedese entusiasta di cambiare la rotta della sua carriera e liberarsi da un recente scandalo.
- René Vidal, interpretato da Vincent Macaigne, doppiato da Stefano Crescentini.
Regista del remake.

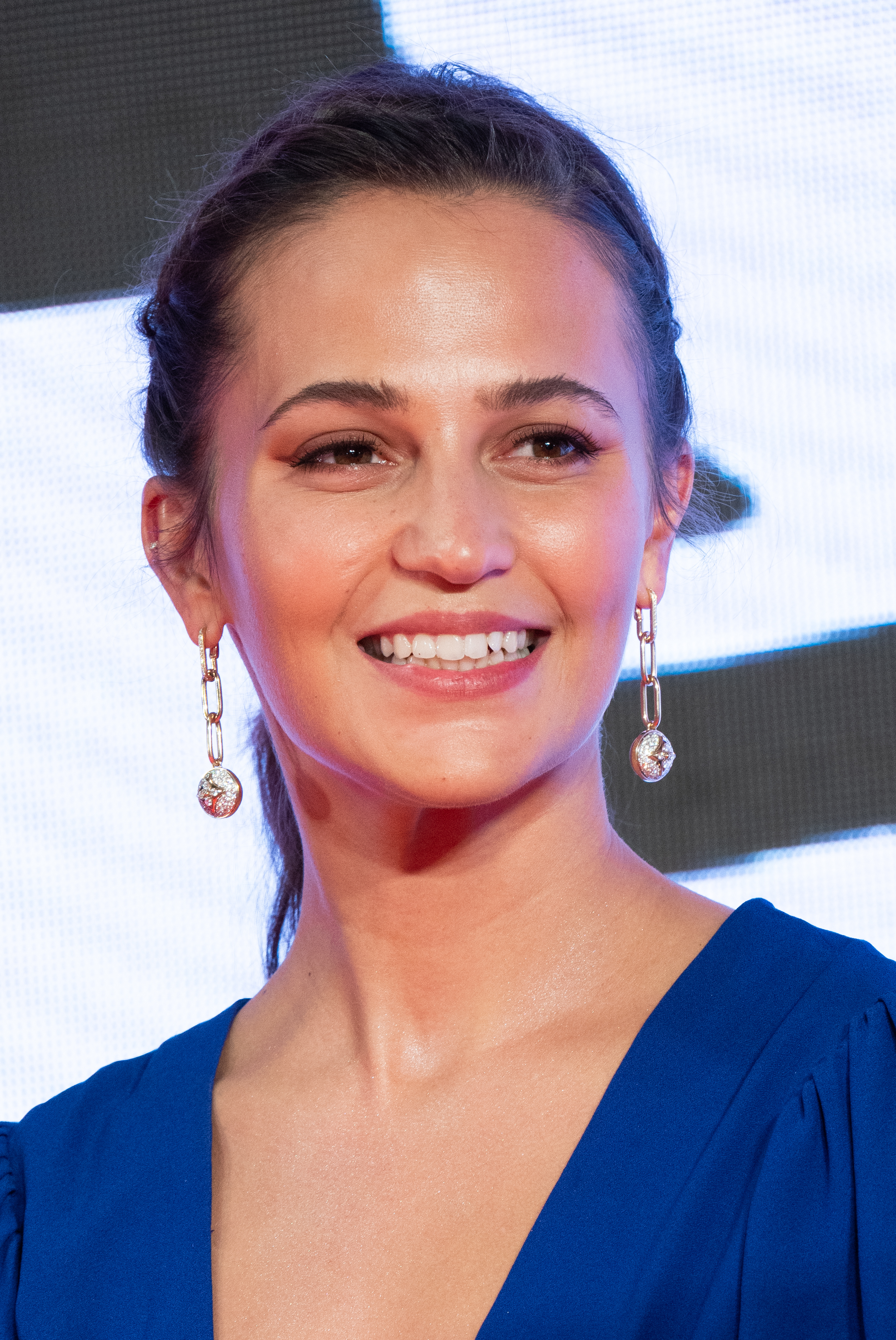
Alicia Vikander
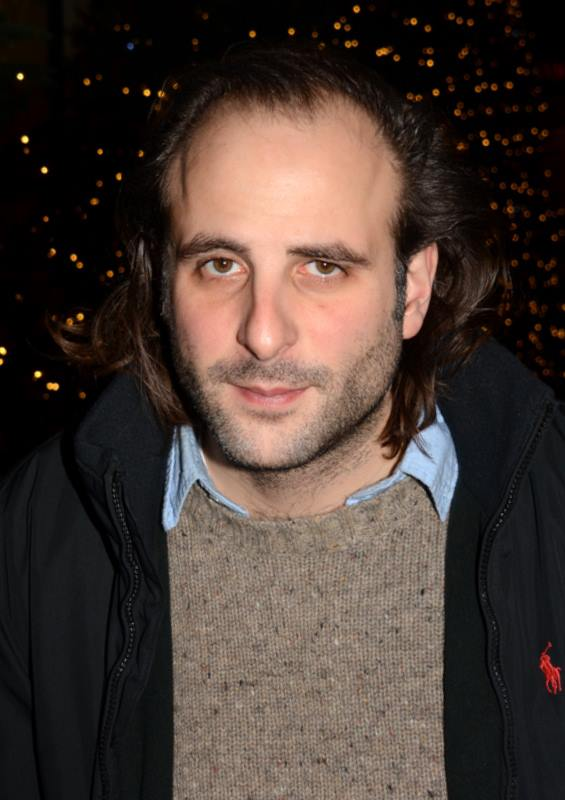
Vincent Macaigne

### Ricorrenti
Gli interpreti dei seguenti personaggi sono stati accreditati come comprimari nella sigla di almeno due puntate della miniserie.
- Laurie, interpretata da Adria Arjona, doppiata da Domitilla D'Amico.
Ex assistente ed ex fidanzata di Mira che, dopo averla lasciata, sposa Herman.
- Herman Ray, interpretato da Byron Bowers, doppiato da Simone Mori.
Cineasta di Hollywood che si trova a Parigi per promuovere il suo ultimo film.
- Zoe, interpretata da Jeanne Balibar, doppiata da Roberta Pellini.
Costumista del serial.
- Edmond Lagrange, interpretato da Vincent Lacoste, doppiato da Emiliano Coltorti.
Attore francese assunto per interpretare Philippe Guérande.
- Carla, interpretata da Nora Hamzawi.
Assistente di produzione.
- Robert Danjou, interpretato da Hippolyte Girardot, doppiato da Massimo De Ambrosis.
Attore francese ingaggiato per interpretare il Gran Vampiro.
- Regina Moritz, interpretata da Devon Ross, doppiata da Chiara Gioncardi.
Cinefila, assistente di Mira e aspirante regista.
- Grégory Desormeaux, interpretato da Alex Descas, doppiato da Antonio Sanna.
Produttore del serial.
- Jérémie, interpretato da Antoine Reinartz, doppiato da Daniele Raffaeli.
Operatore di cinepresa.
- Zelda, interpretata da Carrie Brownstein.
Agente di Mira non interessata al progetto sui Vampiri e le propone offerte ben più vantaggiose.
- Gottfried von Schack, interpretato da Lars Eidinger, doppiato da Christian Iansante.
Attore tedesco dipendente dal crack che interpreta Juan-José Moréno.
- Eamonn, interpretato da Tom Sturridge.
Ex fidanzato di Mira, si trova a Parigi per un film e non vede Mira dalla loro separazione.
- Cynthia Keng, interpretata da Fala Chen, doppiata da Eva Padoan.
Stella nascente di Hong Kong assunta da René Vidal per interpretare la complice provocante di Irma Vep.
- Gautier de la Parcheminerie, interpretato da Pascal Greggory.
Uomo che finanzia la serie, così Mira si impegna a lavorare su una campagna per il suo marchio di cosmetici.
- Séverine, interpretata da Sigrid Bouaziz.
Attrice francese, ex fidanzata di Edmond che interpreta Marfa Koutiloff.
- Jade Lee, interpretata da Vivian Wu, doppiata da Giò Giò Rapattoni.
Ex moglie di René che ha interpretato Irma Vep nel suo precedente remake.
- Galatée, interpretata da Lou Lampros.
Aspirante attrice ingaggiata per interpretare Jeanne Brémontier.

## Produzione
Olivier Assayas iniziò a sviluppare la miniserie nel maggio 2020 come un libero adattamento del film. Nel dicembre dello stesso anno HBO ha ordinato la miniserie per essere diretta e scritta dallo stesso Assayas.

### Casting
Nel dicembre 2020 Alicia Vikander è stata annunciata come protagonista. Adria Arjona, Carrie Brownstein, Jerrod Carmichael, Fala Chen e Devon Ross si sono aggiunti al cast a luglio. Nell’agosto Byron Bowers e Tom Sturridge were cast, con Sturridge che rimpiazza Carmichael che ha dovuto abbandonare il progetto a causa di altre produzioni. In novembre diversi nuovi ruoli sono stati annunciati, inclusi Vincent Macaigne, Jeanne Balibar, Lars Eidinger, Vincent Lacoste, Hippolyte Girardot, Alex Descas, Nora Hamzawi e Antoine Reinartz, con Macaigne che interpreta il regista del film e gli altri come cast e troupe. In un'intervista con The New Yorker Kristen Stewart ha svelato di essere nel cast in un ruolo minore.

### Riprese
La lavorazione iniziò il 14 giugno 2021 nell’Île-de-France, principalmente a Parigi e i suoi sobborghi, e hanno avuto luogo per oltre cento giorni. Alcuni dei luoghi impiegati dalla produzione includono il Théâtre national de l'Opéra-Comique, gli Champs-Élysées, Montmartre, la Gare du Nord e lAeroporto Charles de Gaulle.

## Promozione
Il teaser trailer della miniserie è stato diffuso online il 17 maggio 2022.

## Distribuzione
La miniserie è stata presentata in anteprima al 75º Festival di Cannes ed è stata trasmessa su HBO dal 6 giugno al 25 luglio 2022. In Francia ha debuttato il 6 giugno 2022 su OCS City. In Italia è andata in onda su Sky Atlantic dal 3 al 24 agosto 2022.

## Accoglienza
Sull'aggregatore di recensioni Rotten Tomatoes la miniserie ottiene il 96% delle recensioni professionali positive, con un voto medio di 7,80 su 10 basato su 51 critiche, mentre su Metacritic ha un punteggio di 84 su 100 basato su 21 recensioni.